# Bayu (Pidie)
Bayu is een bestuurslaag in het regentschap Pidie van de provincie Atjeh, Indonesië. Bayu telt 265 inwoners (volkstelling 2010).